# Střítež nad Ludinou
Střítež nad Ludinou là một làng thuộc huyện Přerov, vùng Olomoucký, Cộng hòa Séc.